# Provincia de Hōki
La provincia de Hōki (伯耆国 Hōki-no kuni) fue una provincia japonesa que en la actualidad correspondería con la prefectura de Tottori.
Se le llamaba a veces Hakushu (伯州) como forma abreviada. Hōki limitaba con las provincias de Inaba, Mimasaka, Bitchū, Bingo, e Izumo. 
La antigua capital estaba en el área que ahora es Kurayoshi, y una ciudad-castillo importante estaba en Yonago.